# Méry-sur-Seine
Méry-sur-Seine település Franciaországban, Aube megyében. Lakosainak száma 1442 fő (2022. január 1.). Méry-sur-Seine Charny-le-Bachot, Châtres, Droupt-Sainte-Marie, Longueville-sur-Aube, Mesgrigny, Saint-Oulph és Vallant-Saint-Georges községekkel határos.

## Népesség
A település népességének változása:
| Lakosok száma | 1109 | 1254 | 1302 | 1394 | 1464 | 1499 | 1526 | 1511 | 1488 | 1442 |
|               | 1968 | 1982 | 1990 | 2006 | 2013 | 2015 | 2017 | 2019 | 2020 | 2022 |